# Miss Me?
Albums de I.O.I
Chrysalis
(2016)
Singles
1. Very Very Very
Sortie : 17 octobre 2016

Miss Me? (stylisé miss me?) est le second et dernier mini-album (EP) du girl group sud-coréen I.O.I, créé via le programme de Mnet en 2016, Produce 101, composé de onze stagiaires de différentes agences qui seront ensemble jusqu'à la fin de l'année 2016 sous YMC Entertainment. Il contient cinq pistes, incluant le titre principal "Very Very Very" produit par Park Jin-young.
L'EP a été un succès commercial se plaçant deuxième du Gaon Album Chart. L'album s'est vendu à plus de 75 047 exemplaires en octobre 2016.

## Contexte et sortie
Après les promotions de la sous-unité d'I.O.I, YMC Entertainment a annoncé le retour du groupe au complet avec ses onze membres pour le mois d'octobre. Il a aussi été révélé que le nouvel album sera leur dernière activité avant leur séparation à la fin de l'année 2016,.
En septembre 2016, il a été annoncé que les filles feront leur retour avec un mini-album, avec le titre principal composé par Park Jin-young, fondateur de l'agence de Jeon So-mi, JYP Entertainment et la piste secondaire a été produit par Rhymer de Brand New Music et Jinyoung de B1A4, qui a aussi produit la chanson d'I.O.I, "When the Cherry Blossoms Fade",,. La séance photo de l'album s'est tenu en studio à Séoul le 27 septembre. Le jour suivant, il a été confirmé que le nouvel mini-album sortira le 17 octobre à minuit. I.O.I a filmé le clip vidéo du titre principal dans la province de Gyeonggi les 3 et 4 octobre,,.
L'émission spéciale pour le retour du groupe nommée I Miss You Very Very Very Much Show (coréen : 너무너무너무 보고싶었SHOW) a été diffusé en direct via Mnet le 16 octobre à 23:30 KST, suivi par la sortie de Miss Me? et du clip vidéo du titre principal à minuit,.

## Promotion
I.O.I a tenu un showcase pour la sortie de Miss Me? le 17 octobre 2016 au Yes24 Live Hall situé à Séoul. Le groupe fait par la suite son retour sur scène au The Show: Busan One Asia Festival le jour suivant interprétant les titres "Hold On" et "Very Very Very",. Suivi par leurs retours sur scène au Show Champion le 19 octobre, au M! Countdown le 20, et au Music Bank le 21,,.
Le groupe au complet a reçu son premier trophée sur un programme de classement musical pour "Very Very Very" le 26 octobre au Show Champion.

## Performance commerciale
Miss Me? s'est positionné à la seconde place du Gaon Album Chart du 16 au 22 octobre 2016 pour les ventes physiques de l'EP. Dans sa seconde semaine, l'album descend à la quatrième place du classement. Il est aussi entré à la septième place du Gaon Album Chart pour le mois d'octobre 2016 avec 75 047 exemplaires vendu,,.
Tous les titres de l'EP se sont également classés dans le Gaon Digital Chart : Very Very Very à la première place, Hold On à la dixième place, More More à la soixante-et-unième place, Ping Pong à la septante-septième place et M-Maybe à la quatre-vingt-sixième place.

## Liste des pistes
| No | Titre                                            | Auteur                              | Producteur(s)              | Durée |
| -- | ------------------------------------------------ | ----------------------------------- | -------------------------- | ----- |
| 1. | Very Very Very (너무너무너무; Neomu Neomu Neomu) | J. Y. Park "The Asiansoul"          | J. Y. Park "The Asiansoul" | 3:23  |
| 2. | Hold On (잠깐만; Jamkkanman)                     | Jinyoung                            | Jinyoung                   | 3:04  |
| 3. | More More (내 말대로 해줘; Nae Maldaero Haejwo)  | Rhymer, Lim Na-young, Choi Yoo-jung | Assbrass, Kiggen           | 3:44  |
| 4. | Ping Pong                                        | ESBEE, 9999, Last.P                 | 9999, ESBEE                | 3:29  |
| 5. | M-Maybe (음 어쩌면; Eum Eojjeomyeon)             | Jung Chang-wook, BOYTOY             | Jung Chang-wook, BOYTOY    | 3:12  |

## Récompenses et nominations

### Récompenses musicales
| Chanson        | Programme                 | Date            |
| -------------- | ------------------------- | --------------- |
| Very Very Very | Show Champion (MBC Music) | 26 octobre 2016 |
| Very Very Very | M! Countdown (Mnet)       | 27 octobre 2016 |
| Very Very Very | Inkigayo (SBS)            | 30 octobre 2016 |

## Classements

### Classements hebdomadaires
| Classement (2016)               | Meilleure position |
| ------------------------------- | ------------------ |
| Corée du Sud (Gaon Album Chart) | 2                  |

### Classements mensuels
| Classement (2016)               | Meilleure position |
| ------------------------------- | ------------------ |
| Corée du Sud (Gaon Album Chart) | 7                  |

## Historique de sortie
| Pays                  | Date            | Format(s)                 | Distributeur(s)                       |
| --------------------- | --------------- | ------------------------- | ------------------------------------- |
| Corée du Sud, Mondial | 17 octobre 2016 | Téléchargement numérique, | YMC Entertainment, LOEN Entertainment |
| Corée du Sud          | 17 octobre 2016 | CD                        | YMC Entertainment, LOEN Entertainment |